# La Amistad
La Amistad foi um navio veleiro do tipo escuna que navegava sob a bandeira da Espanha. O barco era utilizado no tráfico negreiro. O veleiro foi tomado após rebelião dos escravizados quando o navio estava viajando na costa da ilha de Cuba.

## História
Em 1839, Sengbe Pieh e outros cinquenta e dois africanos tomaram o controle do navio enquanto estavam acorrentados, matando toda a tripulação mas poupando os navegadores Ruiz e Montez para que eles pudessem pilotar o navio.

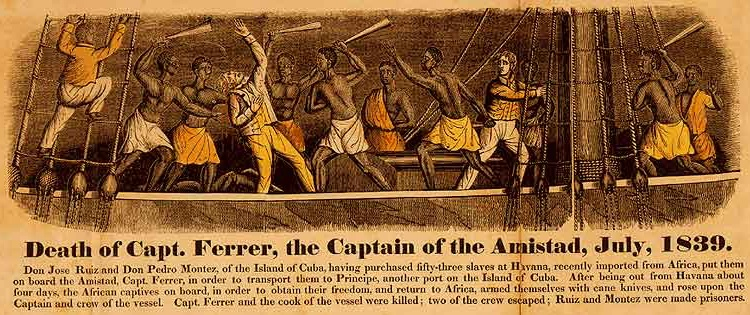
Gravura da época, ilustrando a revolta.

Antes da rebelião, o La Amistad tinha como destino Camagüey, em Cuba. Após o levante, os navegadores conseguiram enganar os escravizados, que acreditavam que voltariam para Serra Leoa, na África. O navio foi apreendido em 26 de agosto de 1839, em águas territoriais dos Estados Unidos pelo navio USS Washington, enquanto a tripulação buscava mantimentos.
Depois da captura houve um longo julgamento sobre o destino dos africanos, acusados de assassinato (considerado fora da jurisdição americana), e dos navegadores, que utilizaram documentos de nascença forjados (uma prática comum) e violaram leis internacionais entre a Inglaterra e a Espanha, que proibia a captura de novos escravizados (apenas filhos de escravizados já nasciam sem liberdade, e portanto eram os únicos que poderiam ser comercializados).
A Corte norte-americana concordou que a captura dos africanos fora ilegal, e declarou que eles poderiam permanecer nos Estados Unidos ou voltar para a África. O presidente Martin Van Buren lançou um recurso de apelação, mas a Corte continuou defendendo a sua decisão. Entretanto, devido à importância do caso decidiu que a Suprema Corte deveria ter a palavra final. A Suprema Corte confirmou a decisão de libertar o grupo.